# Himala ilita
Himala ilita är en fjärilsart som beskrevs av Moore 1859. Himala ilita ingår i släktet Himala och familjen tofsspinnare. Inga underarter finns listade i Catalogue of Life.